# Peromyscus keeni
Peromyscus keeni — вид гризунів родини Cricetidae. Він зустрічається в Британській Колумбії в Канаді та на Алясці та у Вашингтоні в Сполучених Штатах. Він був названий на честь преподобного Джона Генрі Кіна в 1894 році.

## Морфологічна характеристика
Вид досягає загальної довжини від 14 до 26,3 см, включаючи хвіст довжиною від 7 до 12,6 см. Вага коливається від 15 до 52,4 г, довжина задніх лап становить від 19 до 32 мм, а довжина вух — від 12 до 26 мм. Найбільші екземпляри зустрічаються на островах поза межами континенту (острівний гігантизм). Голова характеризується довгими вібрисами, великими очима і великими вухами, покритими короткою шерстю. Колір хутра на верхньому боці сильно відрізняється у різних особин. Зустрічаються коричневі, червонувато-коричневі, темно-коричневі або сіро-коричневі відтінки. Деякі екземпляри мають широку темну смугу. Черево та кінцівки вкриті світло-сірим або білим хутром, іноді відтінками до світло-коричневого або червонувато-коричневого. Хвіст розділений на темно-коричневу верхню поверхню і білу нижню. На кінці має невелику китицю з жорсткого волосся. Деякі екземпляри мають невелику ділянку абсолютно білого волосся під підборіддям.

## Спосіб життя
Веде нічний спосіб життя і харчується переважно насінням, фруктами та безхребетними. У прибережних районах він також поїдає яйця морських птахів. Сам гризун стає жертвою куниць, лисиць, сов, хижих птахів і змій. Ієрархія всередині цього виду не так виражена, як в інших Peromyscus. Самці, як правило, агресивні щодо представників своєї статі, а самиці агресивні лише під час вагітності. Може мати кілька виводків на рік з 3–5 дитинчатами на послід. Вагітність триває близько 24 днів. Різні самки можуть вперше розмножуватися лише через п’ять-шість тижнів після народження.